# Larry Demic
Lawrence Curtis Demic, né le 27 juin 1957 à Gary, Indiana, est un ancien joueur américain de basket-ball. Il évolue durant sa carrière aux postes d'ailier fort et de pivot.
Issu de l'équipe universitaire des Wildcats de l'Arizona, il est drafté en 1979 par les Knicks de New York en 9e position.
Il a évolué en NBA durant 3 saisons.